# محترم نور
محترم نور (بالتركية: Muhterem Nur)‏ (إسمها الحقيقي: أيسل محترم كيسا) (ولدت في 31 ديسمبر عام 1932 في مدينة بيتولا) ممثلة سينمائية تركية ومدبلجة أعمال فنية.
بدأت محترم نور حياتها الفنية ككومبارس في فيلم «مسرحية النجوم» في عام 1951. وعلى الرغم من اعتلاء محترم نور بطولة الأفلام لفترة قصيرة وترجمتها للعديد من الأفلام إلا أنها لم تتمكن من العمل في تلك الفترة بسبب تقيدها بالتمثيل. وقامت محترم نور بالرقص والغناء لفترة من الوقت خلال أعوام 1965 – 1967. عادت محترم نور إلى السينما مرة أخرى واحتلت مكاناً في السينما حتى عام 2002 بأعوام متقطعة. وتزوجت محترم نور (1937 – 1962 ) بالصحفي والممثل إيشين كان وفي عام 1963 إنفصل الزوجين عن بعضهما البعض. وتزوجت محترم نور مرة أخرى في عام 1986 بمسلم جورسيس.

## الجوائز
- جائزة أفضل ممثلة مساعدة عن عملها المسمى «اليوم الأسود» لعام 1972 بمهرجان ألتين كوزا السينمائي الذهبي الرابع بأضنة
- جائزة الشرف لعام 1998 بمهرجان إسطنبول السينمائي السابع عشر
- جائزة الشرف لعام 2008 بمهرجان إبيكيولو السينمائي الثالث

## وصلات خارجية
- محترم نور على موقع IMDb (الإنجليزية)
- محترم نور على موقع ميوزك برينز (الإنجليزية)
- محترم نور على موقع قاعدة بيانات الفيلم (الإنجليزية)
- محترم نور على موقع كينوبويسك (الروسية)